# Gottlob Mathias von Borcke

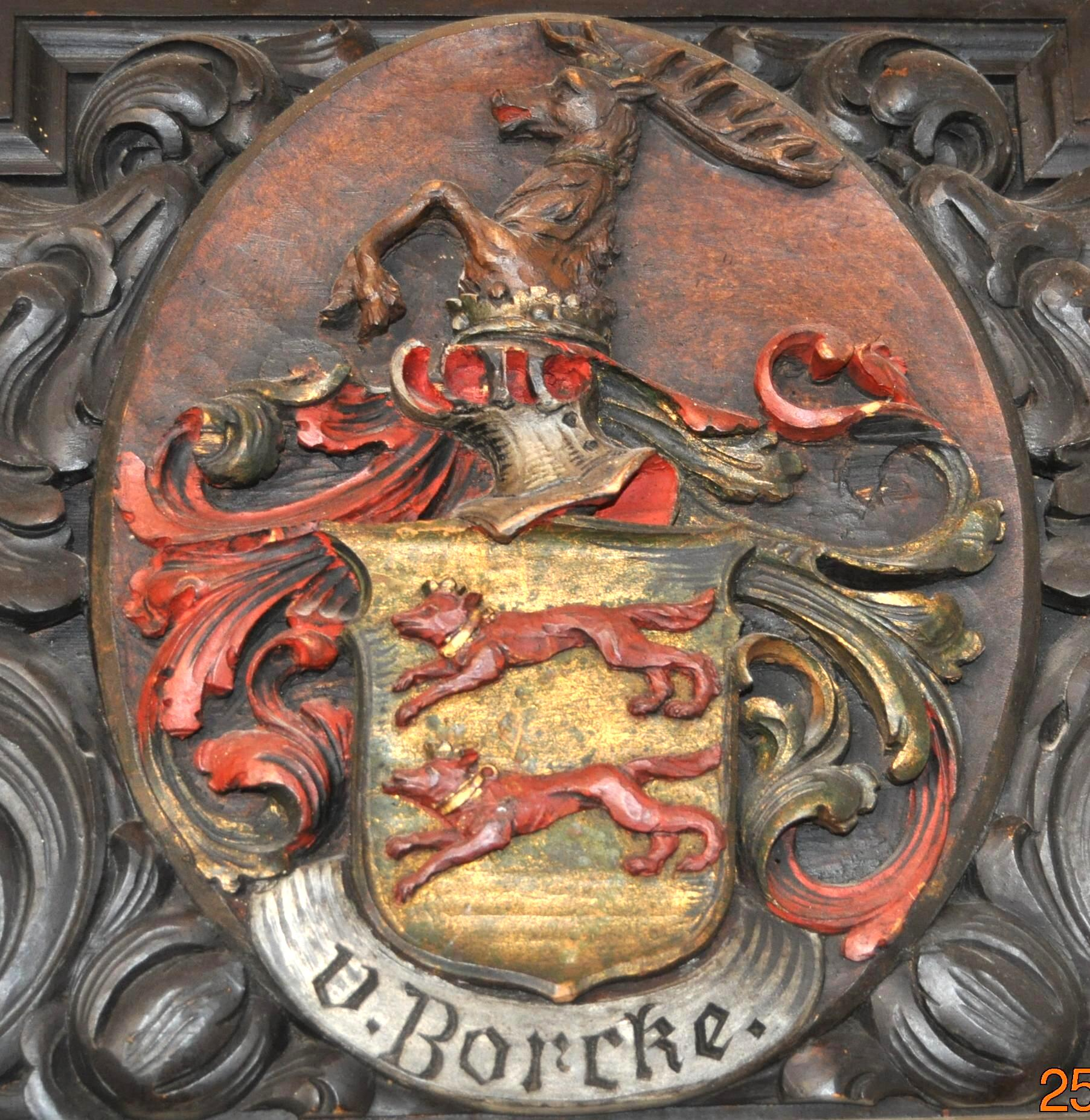
Wappen der von Borcke im Kreishaus Greifswald

Gottlob Mathias Siegfried von Borcke (* 26. Juli 1717 in Wriezen; † 10. März 1797 in Roggow) war ein preußischer Generalmajor und Chef des Dragonerregiments Nr. 7.

## Leben

### Herkunft
Seine Eltern waren der preußische Oberstleutnant und Kommandant von Driesen Melchior Felix von Borcke (1686–1753) und dessen Ehefrau Auguste Katharina, geborene von Soldan (1691–1748).

### Militärkarriere
Borcke wurde 1731 als Junker im Dragonerregiment „Bayreuth“ der Preußischen Armee angestellt. Dort wurde er am 25. Februar 1735 Fähnrich und am 12. September 1739 Sekondeleutnant. Während des Ersten Schlesischen Krieges nahm er an den Schlachten von Mollwitz und Chotusitz teil. Im Zweiten Schlesischen Krieg kämpfte er bei Hohenfriedberg und Kesselsdorf. Nach dem Krieg wurde Borcke am 12. Januar 1749 zum Premierleutnant befördert. Im anschließenden Siebenjährigen Krieg nahm er an den Schlachten bei
Lobositz, Breslau, Leuthen, Torgau und Hochkirch teil. Er wurde in der Zeit am
24. Februar 1757 Stabskapitän, am 14. Februar 1759 Kapitän und Eskadronchef sowie am 13. November 1760 Major.
Nach dem Krieg stieg Borcke am 27. Mai 1775 bis zum Oberst auf und erhielt als solcher am 19. März 1778 das Kommando über das Dragonerregiment „Ansbach-Bayreuth“. Mit dem Regiment beteiligte er sich 1778/79 am Bayerischen Erbfolgekrieg. Der König ernannte Borcke am 19. März 1781 zum Chef des Dragonerregiments „von Apenburg“ und beförderte ihn am 23. September 1782 zum Generalmajor. Anlässlich der Revue in Heiligenbeil erhielt Borcke am 7. Juni 1789 den Orden Pour le Mérite.
Aufgrund seines Alters befreite ihn König Friedrich Wilhelm II. im Mai 1790 von der Teilnahme an dem bevorstehenden Feldzug. Borcke dimittierte daraufhin am 30. Juli 1790 mit einer Pension von 1200 Talern. Einen knappen Monat später erhielt er außerdem die Erlaubnis zum Tragen der Uniform seines bisherigen Regiments.
Borcke verstarb unverheiratet am 10. März 1797.